# Collado Mediano
Collado Mediano è un comune spagnolo di 4 695 abitanti situato nella comunità autonoma di Madrid, parte della comarca di Cuenca del Guadarrama.